# Into the Wild
Into the Wild ist ein US-amerikanischer Spielfilm aus dem Jahr 2007 von Sean Penn, der auf der gleichnamigen Reportage von Jon Krakauer basiert und das Leben von Christopher McCandless zeigt. In der Hauptrolle ist Emile Hirsch zu sehen, in weiteren Rollen u. a. William Hurt, Vince Vaughn, Jena Malone und Kristen Stewart.

## Handlung
Christopher McCandless ist ein 22-jähriger Student aus wohlhabender Familie aus einem reichen Vorort von Washington, D.C., der nach dem Abschluss seines Geschichts- und Anthropologiestudiums an der Emory University in Atlanta im Sommer 1990 eine zweijährige Reise durch die USA wegen Problemen in und mit seiner Familie beginnt, die ihn schließlich in die Wildnis Alaskas führt. Nachdem er sich von materiellem Besitz losgesagt und seine Ersparnisse in Höhe von 24.000 US-Dollar der Hilfsorganisation Oxfam gespendet hat, macht er sich anfangs in seinem Nissan Sunny und später zu Fuß mit einem Rucksack unter dem Pseudonym „Alexander Supertramp“ auf die Reise nach Fairbanks nahe dem nördlichen Polarkreis, um sich den Herausforderungen eines einfachen Lebens fernab der Zivilisation zu stellen. Seine Zivilisationsflucht ist offenbar durch die Lektüre u. a. von Ralph Waldo Emerson angeregt.
Die Handlung wird nicht linear erzählt, sondern hat eine Vorgeschichte (das Leben mit dem sehr autoritären, karriereorientierten Vater und den sich permanent streitenden Eltern), auf die immer wieder durch Rückblenden verwiesen wird. Die Schwester ist das einzige Familienmitglied, zu dem er seltenen Kontakt pflegt. Auf die späteren Handlungen in Alaska wird immer wieder vorgegriffen. Dadurch entsteht eine nichtlineare lockere Episodenfolge. Immer wieder werden auch seine Tagebuchaufzeichnungen eingeblendet.
Auf seiner Reise durch mehrere Bundesstaaten jobbt Chris in South Dakota für den bodenständigen Farmer Wayne in einem Getreidesilo. Wayne rät ihm, nicht nach Norden, sondern nach Süden zu reisen. Chris paddelt mit einem Kajak den Colorado River hinunter bis nach Mexiko. Nachdem er auf einem Güterzug wieder zurück in die USA gereist ist, arbeitet er in der Nähe von Las Vegas in einer Filiale eines Fastfood-Restaurants. Er trifft auf das Hippiepärchen Jan und Rainey und begegnet zuletzt dem alten Armee-Veteranen Ron Franz. Meistens lebt er als Obdachloser, fährt als Hobo illegal mit Güterzügen und trampt durch den Westen der Vereinigten Staaten. Immer wieder machen ihm die Menschen, denen er begegnet, Beziehungsangebote und laden ihn zum Verweilen ein. Darunter ist auch ein Adoptionsangebot. Gelegentlich findet er diese Angebote attraktiv, schlägt sie aber letzten Endes immer wieder aus, weil er sich zunächst selbst finden will. Seiner Meinung nach braucht man zum Glücklichsein nicht menschliche Gesellschaft, sondern die Einsamkeit.

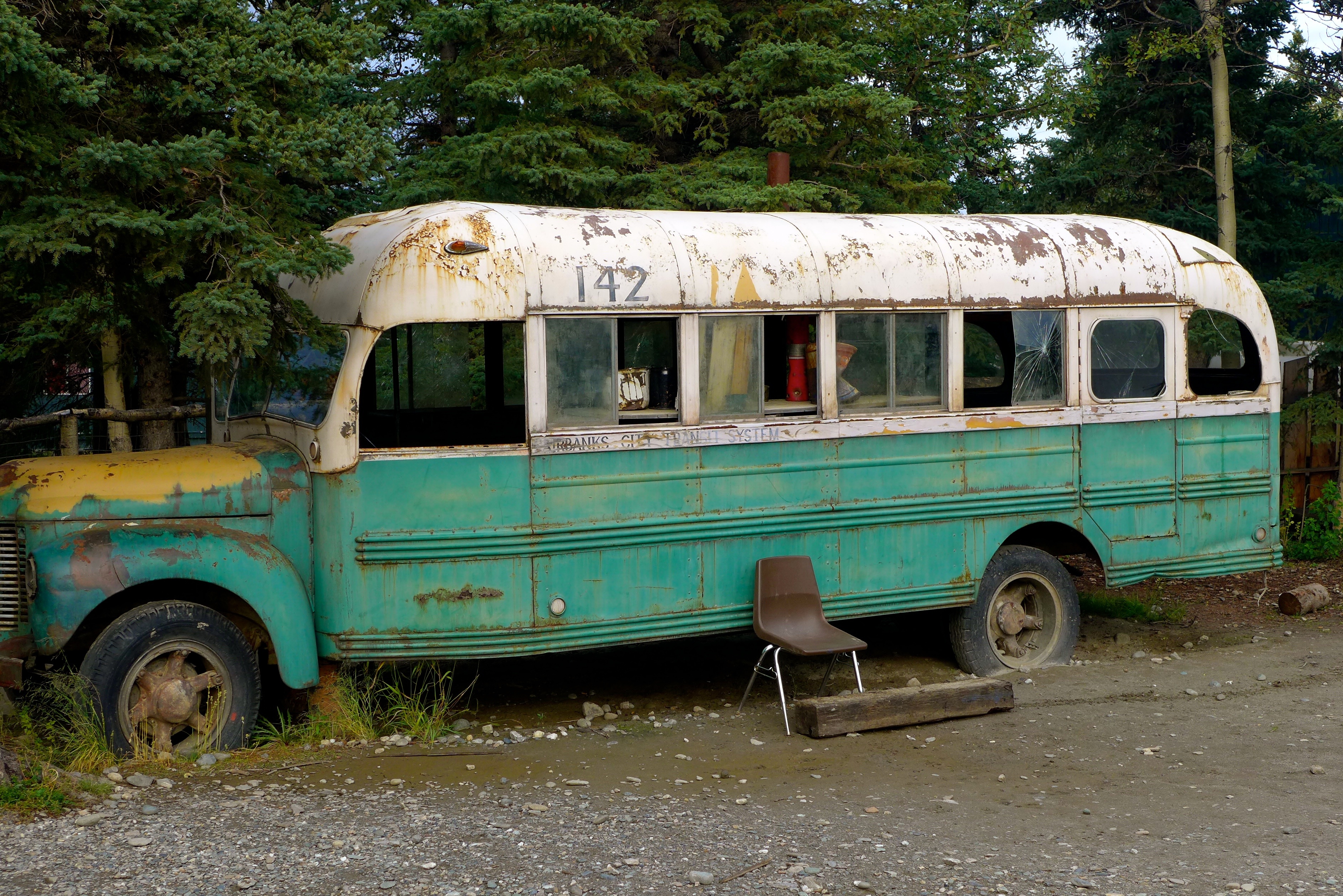
Magic Bus: Replika des Linienbusses 142, Aufnahme nahe dem Drehort, 49th State Brewery Company, Healy, Alaska, 2014

Im April 1992 erreicht Chris letztendlich sein Ziel und bricht, ausgestattet mit einem Kleinkalibergewehr, westlich von Healy in die Wildnis des nahegelegenen Denali-Nationalparks auf, wo er die nächsten Monate in einem verlassenen alten Linienbus verbringt. Dort muss er feststellen, dass er nur mit dem Survival-Handbuch, das er mitgenommen hat, nicht überleben kann. Der Versuch, Elchfleisch zu räuchern, bevor es die Maden fressen, misslingt katastrophal. Er lockt damit sogar Wölfe in die Nähe des Busses und merkt, dass er in Zukunft vermehrt auf pflanzliche Nahrung angewiesen ist. Die einsetzende Schneeschmelze schneidet seinen Rückweg über den nahegelegenen Teklanika River ab, da dessen Wasserstand und Strömungsgeschwindigkeit stark angestiegen sind, sodass er ohne Kenntnis alternativer Routen zum Ausharren in seinem Magic Bus gezwungen ist.
Durch Nahrungsmittelknappheit und geschwächt vom Verzehr giftiger Schoten der Wild Sweet Pea (Hedysarum mackenzii, brown bear’s wild potato), die er mit der essbaren Wild Potato (Hedysarum alpinum, Alaska Carrot) verwechselt, verliert er rapide an Körpergewicht und stirbt am Ende in dem Bus.
Durch Texthinweise erfährt der Zuschauer, dass der Leichnam Christophers Ende August 1992 von Elchjägern auf ihrem Weg entlang des Stampede Trail gefunden wurde. Dabei wird ein Foto von ihm eingeblendet, wahrscheinlich eine Selbstaufnahme, welche man in Chris’ Kamera unentwickelt vorfand. Aus seinen Tagebuchaufzeichnungen kann man entnehmen, dass er schließlich zu der Erkenntnis gelangt ist, dass man nur glücklich wird, wenn man das Glück mit anderen teilen kann.

## Soundtrack
Musik geschrieben und komponiert von Eddie Vedder.
| Nr. | Titel           |
| --- | --------------- |
| 1.  | Setting Forth   |
| 2.  | No Ceiling      |
| 3.  | Far Behind      |
| 4.  | Rise            |
| 5.  | Long Nights     |
| 6.  | Tuolumne        |
| 7.  | Hard Sun – Main |
| 8.  | Society         |
| 9.  | The Wolf        |
| 10. | End Of The Road |
| 11. | Guaranteed      |

## Kritiken
„‚In die Wildnis‘ ist Penns bisher stärkster Film. Er hat in allen Rollen die richtigen Darsteller […]. Allerdings: Wer die Musik Eddie Vedders, einst Pearl Jam, nicht mag, muss weghören. Ein bisschen Stille hätte dem Film nicht geschadet.“

„Die in biografische Kapitel eingeteilte Verfilmung eines Tatsachenberichts steht in der Tradition des amerikanischen Philosophierens und beschwört die letzte Grenze, die im Innern des Menschen liegt. Der interessante Film verzichtet auf jede kritische Distanz zu seinem Helden, wobei einige Regieeinfälle bisweilen irritieren.“

„‚In die Wildnis‘ ist ein ungewöhnlicher, aufregender, angenehm unangepasster Film, der zugleich jubelnde Hommage und kritische Reflexion uramerikanischer Werte sein will – und beides tatsächlich erreicht.“

„Erst im Finale wird plötzlich klar, dass man einer Täuschung aufgesessen ist. Die Natur ist gar nicht das Thema des Films, sie ist hier weder bedroht noch bedrohlich, und in dem Kampf, der verhandelt wird, bleibt sie im Grunde neutral. Nein, es geht um die Liebe. […] Und Sean Penn, der vielleicht denselben Weg geht, nur schon ein paar Jahre länger, hat eine Botschaft für diesen jungen Mann: Irgendwann kommt jeder dort an – nur für die Rückkehr kann es dann zu spät sein.“

„Penn bleibt dicht an der von Krakauer skizzierten Biografie; lediglich in der Gewichtung der Ereignisse hat er sich einige Freiheiten genommen. Ähnlich konturlos wie Hirsch wirken auch die anderen Schauspieler, unter ihnen William Hurt und Catherine Keener. […] wo Krakauers Buch auf magische Weise die Seelenlandschaft eines jungen Glückssuchers ausleuchtete, erschöpft sich die Kamera bald im manischen Blick auf die undurchdringliche Natur.“

„Um Bescheidensein geht es. Die Natur lehrt den Menschen Bescheidenheit, und wer ihr mit Hoffart begegnet, der wird bestraft. […] ‚Into the Wild‘ liefert keine patentierten Antworten für unser modernes Leben, und manchmal – wie in den Unterhaltungen zwischen Chris und dem alten Soldaten, der ihn gern an Enkels statt adoptieren würde – gerät der Film gefährlich in die Nähe von Platituden. Aber immerhin, die manifesten Irrwege, die der Gekkos, sortiert Sean Penn aus.“

## Auszeichnungen
Sean Penns Regiearbeit gewann 2007 den Gotham Award als bester Film, während Emile Hirsch in der Kategorie bester Nachwuchsdarsteller Elliot Page im Film Juno unterlag. Eddie Vedders Filmsong „Rise“ erhielt eine Nominierung bei den Satellite Awards 2007. Der Filmsong Guaranteed gewann den Golden Globe Award. Hirsch gewann außerdem den Nachwuchsdarstellerpreis des National Board of Review. Des Weiteren war Hal Holbrook für einen Oscar in der besten Nebenrolle nominiert. Der Film wurde zudem 2008 mit dem Environmental Media Award ausgezeichnet.

## Hintergrund
Der Film hatte seine Weltpremiere am 1. September 2007 auf dem Telluride Film Festival. Am 9. September 2007 wurde er auf dem Toronto International Film Festival 2007 vorgeführt. In den Vereinigten Staaten kam der Film am 21. September 2007 in die Kinos, in Deutschland am 31. Januar 2008.
Große Teile des Soundtracks zu dem Spielfilm wurden von Eddie Vedder geschrieben und eingespielt. Die von Vedder gesungene Coverversion von Hard Sun (ursprünglich geschrieben von Gordon Peterson) beinhaltet Background-Gesang von Corin Tucker. Die Soundtrack-Version des Songs Society entstand in Zusammenarbeit mit Jerry Hannan, der den Song auch geschrieben hat. Im Film kommen auch noch einige andere Lieder vor, aber alle von Eddie Vedder eingespielten Lieder befinden sich auch auf dem Originalsoundtrack.